# Tara Reid
Tara Donna Reid (Wickoff, New Jersey, 1975. november 8. –) amerikai színésznő.
Legismertebb alakítását az Amerikai pite filmek három részében nyújtotta, 1999 és 2012 között. Fontosabb szerepet kapott az 1998-as A nagy Lebowski című bűnügyi vígjátékban, illetve a 2013-as Sharknado – Cápavihar című televíziós horrorfilmben és annak öt további folytatásában. Egyéb filmjei közé tartozik a Vámpírok városa (1987), a Rémségek könyve (1998), a Dr. T és a nők (2000), a Josie és a vadmacskák (2001), a Buliszerviz (2002), A főnököm lánya (2003) és az Egyedül a sötétben (2005).
2005-ben Taradise című, saját valóságshowjában tűnt fel az E! Entertainment csatornán, 2011-ben pedig a brit Celebrity Big Brother 8 résztvevőjeként volt látható a képernyőn.

## Színészi pályafutása
Már hatévesen feltűnt a televízió képernyőjén, a Child's Play című gyermekvetélkedő állandó szereplőjeként. Számos reklámfilmes szerep után tizenévesen a Saved by the Bell: The New Class című szituációs komédiában vendégszerepelt.
1997-ben Hollywoodba költözött és a mozifilmek világa felé fordult, az 1998-as A nagy Lebowski című bűnügyi vígjáték mellékszerepe hozta el számára a szakmai hírnevet. Bár a film bevételi szempontból megbukott, később a kultuszfilmek sorába emelkedett. Ugyanebben az évben Reidnek nagyobb szerepe volt a Rémségek könyve című horrorfilmben – a film pénzügyileg sikeres lett és két további folytatás követte. 1999-ben ismét egy sikeres produkcióban, a Kegyetlen játékok című thrillerben játszott kisebb szerepet. A szélesebb nézőközönség számára a szintén ebben az évben bemutatott Amerikai pite című, magas bevételt termelő tinivígjáték tette ismertté a színésznőt, melyben egy Vicky nevű tizenéves lányt alakít. 2000-ben Richard Gere oldalán színészkedett Robert Altman Dr. T és a nők című romantikus vígjátékában. 2001-ben szerepet vállalt az Amerikai pite 2. című Amerikai pite-folytatásban is. Bár a 2003-as harmadik részbe nem tért vissza, 2012-ben megismételte Vicky szerepét az Amerikai pite: A találkozó című negyedik részben.
Az Amerikai pite 2. sikerét Reid nem tudta megismételni – a 2000-es évek első felében a színésznő több, bevételi és/vagy kritikai szempontból is csúfos kudarcot vallott produkcióban volt látható: Josie és a vadmacskák (2001), Buliszerviz (2002). A 2003-as A főnököm lánya című romantikus vígjáték ismét bukásnak bizonyult, Reid alakításáért két Arany Málna-jelölést kapott. 2003 és 2005 között a színésznő visszatért a televíziós képernyőjére, a Dokik című sorozat szereplőjeként. 2005-ben Christian Slater partnereként szerepelt a hírhedt német filmrendező, Uwe Boll Egyedül a sötétben című videójáték-feldolgozásában. A film hatalmasat bukott és Reid újabb Arany Málna-jelölést szerzett.
2013-tól a Sharknado – Cápavihar című televíziós katasztrófafilmben láthatták a nézők. A film váratlan közönségsikert aratott és kultuszfilmmé vált, később a Sharknado filmsorozat öt folytatással bővült. 2014-ben feltűnt a Másnaposok viadala című paródiafilmben.

## Filmográfia

### Film
| Év   | Magyar cím                           | Eredeti cím                    | Szerep                              | Magyar hang       |
| ---- | ------------------------------------ | ------------------------------ | ----------------------------------- | ----------------- |
| 1987 | Vámpírok városa                      | A Return to Salem's Lot        | Amanda                              |                   |
| 1998 | A nagy Lebowski                      | The Big Lebowski               | Bunny Lebowski                      | Kiss Erika        |
| 1998 |                                      | Girl                           | Cybil Grimes                        |                   |
| 1998 | Korán keltem aznap, amikor meghaltam | I Woke Up Early the Day I Died | bálkirálynő / éjszakai klub pultosa |                   |
| 1998 | Rémségek könyve                      | Urban Legend                   | Sasha Thomas                        | Timkó Eszter      |
| 1999 | Kegyetlen játékok                    | Cruel Intentions               | Marci Greenbaum                     |                   |
| 1999 |                                      | Around the Fire                | Jennifer                            |                   |
| 1999 | Amerikai pite                        | American Pie                   | Victoria „Vicky” Lathum             | Vadász Bea        |
| 1999 | Pár-baj                              | Body Shots                     | Sara Olswang                        | Solecki Janka     |
| 2000 | Dr. T és a nők                       | Dr. T & the Women              | Connie Travis                       | Nemes Takách Kata |
| 2001 | Reszkess, Amerika!                   | Just Visiting                  | Angelique                           | Hámori Eszter     |
| 2001 | Josie és a vadmacskák                | Josie and the Pussycats        | Melody Valentine                    |                   |
| 2001 | Amerikai pite 2.                     | American Pie 2                 | Victoria „Vicky” Lathum             | Vadász Bea        |
| 2002 | Buliszerviz                          | Van Wilder                     | Gwen Pearson                        | Zsigmond Tamara   |
| 2003 | Holtodiglan                          | Devil's Pond                   | Julianne                            | Solecki Janka     |
| 2003 | A főnököm lánya                      | My Boss's Daughter             | Lisa Taylor                         | Törtei Tünde      |
| 2004 | Gubancok                             | Knots                          | Emily                               | Urbán Andrea      |
| 2005 | Egyedül a sötétben                   | Alone in the Dark              | Aline Cedrac                        | Roatis Andrea     |
| 2005 | A holló 4. – Gonosz ima              | The Crow: Wicked Prayer        | Lola Bryne                          | Györfi Anna       |
| 2005 | Csendestárs                          | Silent Partner                 | Dina Nevskaya                       | Solecki Janka     |
| 2006 |                                      | Incubus                        | Jay                                 |                   |
| 2007 | IQ-zseni                             | If I Had Known I Was a Genius  | Stephanie                           | Solecki Janka     |
| 2007 | A bowling-bajnok                     | 7-10 Split/Strike              | Lindsay / Lil Reno                  |                   |
| 2008 | A te napod                           | Senior Skip Day                | Ellen Harris                        | Solecki Janka     |
| 2008 | Tiszta szakítás                      | Clean Break (Unnatural Causes) | Julia McKay                         |                   |
| 2011 |                                      | The Fields                     | Bonnie                              |                   |
| 2012 | Amerikai pite: A találkozó           | American Reunion               | Victoria „Vicky” Lathum             | Vadász Bea        |
| 2013 | Lúzerbár                             | Last Call                      | Lindsay                             | Sipos Eszter Anna |
| 2014 | Másnaposok viadala                   | The Hungover Games             | Döfi Tinket (Effing White)          | Dögei Éva         |
| 2014 |                                      | Charlie's Farm                 | Natasha                             |                   |
| 2017 |                                      | Tie the Knot                   | Beatrice                            |                   |
| 2017 |                                      | Worthless                      | Talia Medici                        |                   |
| 2017 |                                      | Baby Bulldog                   | Dr. Robertson                       |                   |
| 2017 |                                      | Due Justice                    | Dallas                              |                   |
| 2017 |                                      | Bus Party To Hell              | Darby                               |                   |
| 2018 |                                      | Ouija House                    | fiatal Katherine                    |                   |

### Televízió
| Év        | Magyar cím                                      | Eredeti cím                         | Szerep         | Megjegyzések                                                |
| --------- | ----------------------------------------------- | ----------------------------------- | -------------- | ----------------------------------------------------------- |
| 1994      |                                                 | Saved by the Bell: The New Class    | Sandy          | 1 epizód                                                    |
| 1995      | Ármány és szenvedély                            | Days of Our Lives                   | Ashley         | 5 epizód                                                    |
| 1996      | Kaliforniai álom                                | California Dreams                   | Sarah          | 1 epizód                                                    |
| 1999      | Gyilkosság az Ördög-szorosnál                   | What We Did That Night              | lány           | tévéfilm                                                    |
| 2003–2005 | Dokik                                           | Scrubs                              | Danni Sullivan | 11 epizód                                                   |
| 2004      |                                                 | Quintuplets                         | Ms. Foley      | 1 epizód                                                    |
| 2005      |                                                 | Hitched                             | Theresa        | tévéfilm                                                    |
| 2005–2006 |                                                 | Taradise                            | önmaga         | állandó szereplő                                            |
| 2007      |                                                 | Wild 'n Out                         | önmaga         | 1 epizód                                                    |
| 2008      | Viperák                                         | Vipers                              | Nicky Swift    | - tévéfilm - magyar hangja: - Sallai Nóra                   |
| 2011      |                                                 | Celebrity Big Brother 8 (UK)        | önmaga         | valóságshow                                                 |
| 2013      |                                                 | Fashion Police                      | önmaga         | vendégszereplő                                              |
| 2013      |                                                 | Lemon La Vida Loca                  | önmaga         | mockumentary                                                |
| 2013      |                                                 | Tosh.0                              | önmaga         |                                                             |
| 2013      | Sharknado – Cápavihar                           | Sharknado                           | April Wexler   | - tévéfilm - magyar hangja: - Udvarias Anna - Söptei Andrea |
| 2014      | Sharknado 2. – A második harapás                | Sharknado 2: The Second One         | April Wexler   | - tévéfilm - magyar hangja: - Udvarias Anna                 |
| 2015      | Sharknado 3. – A végső harapás                  | Sharknado 3: Oh Hell No!            | April Wexler   | - tévéfilm - magyar hangja: - Böhm Anita                    |
| 2016      |                                                 | Marriage Boot Camp: Reality Stars   | önmaga         | valóságshow                                                 |
| 2016      | Sharknado 4. – A negyedik ébredés               | Sharknado: The 4th Awakens          | April Wexler   | tévéfilm                                                    |
| 2017      | Gordon Ramsay – A pokol konyhája                | Hell's Kitchen                      | önmaga         | vendégszereplő (1 epizód)                                   |
| 2017      | Sharknado 5. – A nagy rajzás                    | Sharknado 5: Global Swarming        | April Wexler   | tévéfilm                                                    |
| 2017      |                                                 | Then and Now with Andy Cohen        | önmaga         | 1 epizód                                                    |
| 2017      |                                                 | Trailer Park Shark                  | Billie Jean    | tévéfilm                                                    |
| 2018      | Sharknado 6. – Az utolsó Sharknado – Végre vége | The Last Sharknado: It's About Time | April Wexler   | tévéfilm                                                    |
| 2019      | A fiúk                                          | The Boys                            | önmaga         | 1 epizód                                                    |

## Díjak és jelölések
| Év   | Díj                           | Kategória                  | Jelölt mű                 | Eredmény | Megjegyzés                                        |
| ---- | ----------------------------- | -------------------------- | ------------------------- | -------- | ------------------------------------------------- |
| 2000 | Young Hollywood Awards        | Legjobb szereplőgárda      | Amerikai pite (1999)      | Elnyerte | többi szereplővel megosztva                       |
| 2004 | Arany Málna díj               | Legrosszabb filmes páros   | A főnököm lánya (2003)    | Jelölve  | Ashton Kutcherrel és Brittany Murphyvel megosztva |
| 2005 | The Stinkers Bad Movie Awards | Legrosszabb női főszereplő | Egyedül a sötétben (2005) | Elnyerte |                                                   |
| 2006 | Arany Málna díj               | Legrosszabb női főszereplő | Egyedül a sötétben (2005) | Jelölve  |                                                   |

## Fordítás
- Ez a szócikk részben vagy egészben  a   Tara Reid című angol Wikipédia-szócikk fordításán alapul.  Az eredeti cikk szerkesztőit annak laptörténete sorolja fel. Ez a jelzés csupán a megfogalmazás eredetét és a szerzői jogokat jelzi, nem szolgál a cikkben szereplő információk forrásmegjelöléseként.